# Calommata obesa
Espèce
Calommata obesa est une espèce d'araignées mygalomorphes de la famille des Atypidae.

## Distribution
Cette espèce est endémique de Thaïlande.

## Publication originale
- Simon, 1886 : Arachnides recueillis par M. A. Pavie (sous chef du service des postes au Cambodge) dans le royaume de Siam, au Cambodge et en Cochinchine. Actes de la Société linnéenne de Bordeaux, vol. 40, p. 137-166 (texte intégral).